# Goede Herderkerk (Zoeterwoude)
De Goede Herderkerk, vooral bekend als de Meerburgkerk, naar de buurt waar zij staat, is een rooms-katholieke kerk aan de Hoge Rijndijk in Zoeterwoude-Rijndijk en onderdeel van de Parochie Heiligen Petrus en Paulus. Tot december 2016 was de kerk gewijd aan de Onbevlekte ontvangenis van Maria. Na een ingrijpende restauratie en herinrichting en daarop volgend de sluiting van de Menswordingkerk in Leiderdorp werd zij op zaterdag 17 december 2016 opnieuw geconsacreerd door Hans van den Hende, bisschop van Rotterdam, en toegewijd aan de Goede Herder.
De Onze-Lieve-Vrouw Onbevlekt Ontvangenparochie werd in 1855 opgericht. Het eerste kerkje was een waterstaatskerk. Het naastgelegen herenhuis Meerburg werd ingericht als pastorie. De doopvont in de huidige kerk en het beeld van Maria boven de oude hoofdingang zijn nog afkomstig uit deze voorloper.
Tussen 1895 en 1896 werd de huidige kerk gebouwd. Op 5 maart 1896 werd de kerk geconsacreerd door mgr. Bottemanne, bisschop van Haarlem. Het ontwerp kwam van architect J.H. Tonnaer uit Delft, de bouw werd uitgevoerd door C.P.W. Dessing uit Gouda.
Tonnaer ontwierp een driebeukige kruisbasiliek in neoromaanse stijl. Op de kruising van schip en transept staat een grote achthoekige koepeltoren. De voorgevel wordt aan beide zijden geflankeerd door een klokkentoren. Het schip en het transept dragen een houten tongewelf. De zijbeuken hebben een stenen kruisribgewelf. Tussen de kerk en de pastorie werd een Heilig Hartbeeld van Joseph Timmermans geplaatst. In de jaren 1930 bleek de kerkkoepel te zwaar voor de dragende constructie en de kerk dreigde in te storten. Met een extra steunbeer en een metalen constructie in het interieur kon de koepel gered worden. Bij deze aanpassing werden enkele spuigaten voor regenwater dichtgemetseld wat jarenlang voor vochtproblemen in de muren zorgde. 
De pastorie werd in 1921 afgebroken en door nieuwbouw vervangen. In 1927 werd een voorportaal aan de voorgevel van de kerk toegevoegd om de warmte in de kerk te houden. 
De oorspronkelijke klokken uit 1901 werden door de Duitsers in de Tweede Wereldoorlog in beslag genomen en omgesmolten. In 1947 en 1948 werden in de twee klokkentorens drie nieuwe klokken geplaatst.
Rond het Tweede Vaticaans Concilie werd de kerk bediend door een priester en kapelaan die de, te verwachten, uitkomsten van het concilie erg voortvarend aanpakten. Zo werd het interieur van de kerk alvast aangepast aan de te verwachten uitkomsten van het concilie. De uitbundig polychroom beschilderde muren en het plafond werden in lichte kleuren overgeschilderd. Tevens werd rijke inventaris die de kerk bezat voor een groot deel verwijderd, verkocht of weggegeven. De Meerburgkerk werd zo een van de eerste kerken ter wereld waar het altaartafel los van de achterwand van de apsis stond zodat de liturgie richting de kerkgangers werd opgedragen. Achteraf is deze ingreep betreurd omdat het karakter van de kerkruimte wel erg radicaal is aangepast. Het glaswerk in de kerk werd met deze aanpassing ook meegenomen. De huidige ramen van lichtgekleurd matglas stammen dan ook uit deze tijd. Van het oorspronkelijk glas uit de bouwtijd van de kerk zijn de ramen boven de portalen en in de klokkentorens nog origineel. De nieuwe kleurrijke gebrandschilderde ramen in de apsis werden vervaardigd door de Amsterdamse kunstenaar Karel Trautwein. 
Vanwege de bijzondere architectuur (neoromaanse kruisbasiliek met koepel, uit een periode waarin men vrijwel alleen neogotische kerkgebouwen bouwde) en het beeldbepalende karakter van het gebouw is de Meerburgkerk, sinds 1976, een Rijksmonument.

## 21e eeuw: De Goede Herder
Het Bisdom Rotterdam had in 2008 aangegeven dat zij de Meerburgkerk uit kostenoverwegingen wilde laten sluiten. In verband hiermee werd de parochie O.L. Vrouw Onbevlekt Ontvangen samengevoegd met de parochie de Menswording in Leiderdorp.
In 2010 heeft het Bisdom Rotterdam echter aangegeven dat de Meerburgkerk toch behouden blijft voor de eredienst. Het gebouw bleek in een onderzoek van het bisdom niet verkoopbaar en niet verhuurbaar. Mede omdat de kerk ook een Rijksmonument is, besloot het bisdom dat de Menswordingkerk op langere termijn zou sluiten en verkocht zou worden.
In oktober 2012 gingen de parochies in Leiden, Leiderdorp, Zoeterwoude en Stompwijk op in de Parochie Heiligen Petrus en Paulus. De katholieken van Zoeterwoude-Rijndijk, een deel van Leiden en van Leiderdorp vormden hierin de "parochiekern" de Goede Herder. 
Hierop volgde een restauratietraject om de kerk, die groot achterstallig onderhoud kende, weer in goede staat te krijgen. De koepel was in de jaren negentig reeds gerestaureerd. Later volgde de rechter klokkentoren en in 2011 werd de restauratie van de linker klokkentoren en het portaal voltooid. In 2013 werden de kruiswegstaties, die in de jaren '60 wit werden geschilderd, gerestaureerd tot de oorspronkelijke kleuren. 

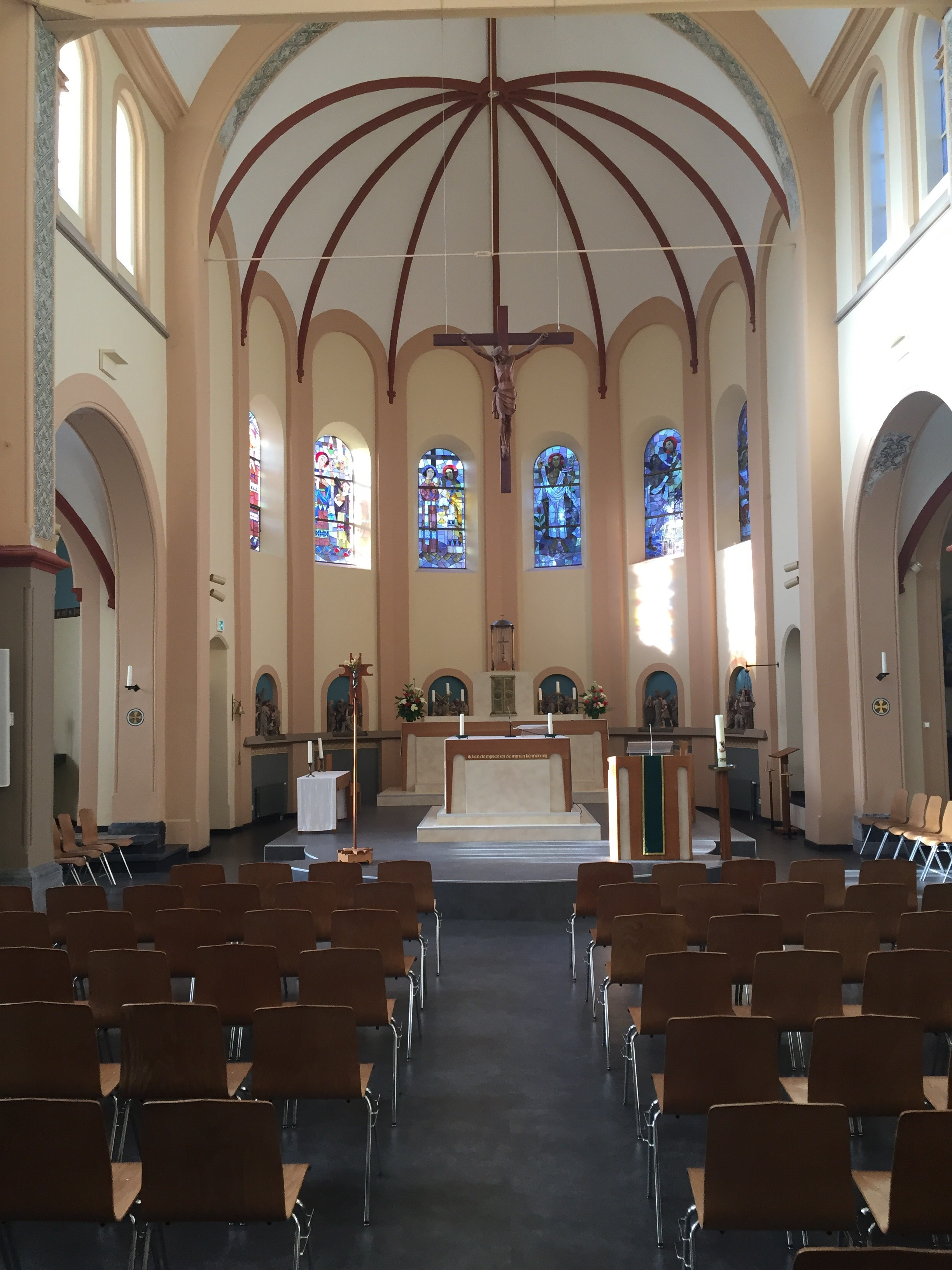
Interieur Goede Herderkerk na restauratie en herinrichting

Met ingang van juni 2015 is het kerkgebouw tijdelijk gesloten om een nieuwe vloer te leggen. Het interieur is daarbij ingrijpend aangepast om de kerk toekomstbestendig te maken en tegelijk bruikbaar gemaakt voor een breder gebruik van de kerkruimte. Tevens werd daarbij het gehele interieur gerestaureerd, waarbij veel van de oorspronkelijke beschilderingen, die bijna 50 jaar niet zichtbaar waren, weer zichtbaar in het interieur terug werden gebracht. Het priesterkoor werd geheel nieuw ingericht, inclusief nieuwe altaren. Daarbij kregen oorspronkelijke interieurstukken weer een nieuwe plaats. Ook liturgisch meubilair en het orgel (Pels & Van Leeuwen, 1978) uit de inmiddels gesloten Menswordingkerk kreeg een nieuwe plaats in het hernieuwde kerkgebouw.
Na voltooiing van de verbouwing in december 2016 werd de Meerburgkerk vlak voor kerst 2016 weer in gebruik gesteld voor de eredienst en kreeg daarbij de naam Goede Herderkerk, terwijl de kerk in Leiderdorp werd gesloten en in 2018 verkocht.